# برونتي
برونتي (بالإيطالية: Bronte)‏ هي بلدة تقع في كاتانيا في إيطاليا .

## السكان
في سنة 1861 بلغ عدد السكان 10٬852 نسمة، وتطور العدد ليصل في سنة 2011 لـ 19٬234 نسمة.
يظهر هذا المخطط البياني تطور النمو السكاني لـ برونتي